# クラッシュ・ブレイズ
『クラッシュ・ブレイズ』は、茅田砂胡による日本のライトノベル。イラストは鈴木理華が担当している。C★NOVELSファンタジア（中央公論新社）にて2004年11月から2010年7月まで刊行された。またメディアミックスとしてコミカライズも行われた。
ストーリーは『デルフィニア戦記』・『スカーレット・ウィザード』・『暁の天使たち』の後に続く作品。作画は鈴木理華。この後の話は3天使については『天使たちの課外活動』、クーア夫妻については『トゥルークの海賊』へと分岐されて続いている。

## 主要登場人物
『デルフィニア戦記』『スカーレット・ウィザード』『暁の天使たち』の登場人物が混在する為、彼らのより詳しい所在については各該当作品を参考。
- 声はドラマCD『紅蓮の夢』より。

### スカーレット・ウィザードからの主要人物
ケリー・クーア
声 - 藤原啓治
クーア財閥三代目総帥でジャスミンの夫。表向きは知られていないが、実は海賊王と謳われた程の船乗り。復活の後、一個人としてジャスミンやダイアナと共に宇宙を飛んでいる。今では使う者がほとんどいない門を現役時代から数多く知っており、門の安定度が50以上あれば大抵は跳べてしまう（場合によっては、安定度50以下でも100万トン級の船で跳ぶ）など、とてつもない腕を持つ。この技量からジャスミンには「私の夫は宇宙一の船乗りだ」と評されることが多い。ルウとは付き合いの長さから信頼関係を築いており、ルウがリィに出会うより前に、本来なら相棒にしか教えない名前である「ルーファ」を当人への呼びかけに使わないという条件で教わっている。
リィとならぶ本作の主役人物。信じがたい事態に遭遇した際には「ひでえ冗談だ」とぼやく。息子であるダンを「ちびすけ」、孫にあたるジェームスを「孫ちび」と呼び、付き合いの長いルウには「キング」と呼ばれ、ジャスミンには「海賊」と呼ばれる。
ジャスミン・クーア
声 - 皆川純子
クーア財閥二代目総帥でケリーの妻。一騎当千の強者でもあり、戦闘機を扱わせたら宇宙一の腕前を誇る。かつて「空飛ぶ棺桶」とも評されたほど非常識すぎる愛機「クインビー」は現在「パラス・アテナ」の格納庫に収まっている。
諸事情で40年にもわたる冷凍睡眠を行っていた事、ケリーがその事実を役員会に公表した為、表ざたには出来ないが現在のクーア財団全ての権利を継承（正しくは「睡眠前に持っていた財産は全て私のもの」）しており、現クーア財閥の総帥兼監査役としてアドミラルにオフィスをかまえる。ケリーから「女王」と呼ばれる。
ダイアナ・イレヴンス
声 - 萩原えみこ
百年近く（正確には98年）前、とある惑星の科学者が作り上げた、意思を持つ人工知能。ジャスミンと結婚する前からのケリーの相棒で、ケリーの船「パラス・アテナ」の感応頭脳。この船は5万トン級でありながら、この時代では主な跳躍手段であるショウ駆動機関のほかに、もうほとんど使われていない重力波エンジンも搭載するという、ごく稀な外洋型宇宙船である。また、ダイアナ個人の意思で動くことも可能だが、その場合は一般的な操縦士程度の技量しかない。
彼女を緊急停止させる際は、今ではケリー以外が知るはずのない、西ウィノア特殊軍のエヴァンス隊の仲間たちの姓名と階級、認識番号を全員分、パスワードとして間違うことなく順番どおりに打ち込む必要がある。
ジンジャー・ブレッド
共和宇宙に燦然と輝く演劇界の女帝。ジャスミンの親友でもある。ジャスミンの息子であるダニエルの妻・エルフォルミナ（ミア）の母で、何十年も歳を取っていないという離れ業を行っている（後に、それが断続的な冷凍睡眠によるものと判明）。監督や俳優達の素質を見抜く目は高く、変装しては新人俳優に接触し、陰ながら応援していたりもする。変装と芝居によってどんな女性にも成りすますことができるが、ジャスミンには必ず見破られ、更にリィやヴァンツァーやレティシアといった面々にも大抵は見破られる。
前作『暁の天使たち』では「アレクの元妻だが、民間人である」という理由から実際に再会するまでジャスミンの生存を知らされておらず、本作において、別の女優がクーアに対して訴訟を起こしたことを口実に、ある手段で復讐を図る。
ダン・マクスウェル（ダニエル・ジョウナス・マクスウェル・クーア）
運送会社の社長で、辺境宇宙では名の知られた船乗り。実はケリーとジャスミンの息子。ジェームズという息子がいるが、結婚相手の母親を知らなかった為、実家との縁が切れていそうで切れていない。
本作内でも指折りの不幸人。一度、覚醒後の母と共同戦線を張ったことがある。また、周囲に人がいないか、いても全ての事情を知る人ばかりの時のみ、ジャスミンを「お母さん」と呼ぶ。なお、海賊王・ケリーの伝説を先輩船乗りから聞かされている世代で、その例に漏れず彼に憧れている。前作でその海賊王が実の父親であることを知らされて以来、外見年齢の問題もあって「お父さん」とは呼べず、困惑している。
ジェームズ・マクスウェル
ダンの息子でジンジャーの孫。父方の素性については一切知られておらず、自身も知っていない。
本格的な登場は『暁の天使たち』からだが、『スカーレット・ウィザード』の終盤で、すでに存在が明かされている。
父やその同僚から聞かされた海賊王の伝説に憧れている少年で、現在は連邦大学惑星のヴェルナール校で宇宙船の操縦を学んでいる。

### デルフィニア戦記からの主要人物
リィ（ヴィッキー・ヴァレンタイン）
声 - 桑島法子
人間として生まれながら人狼に育てられた過去を持つ、ルウの相棒。実際の年齢は19歳だが、ルウの力で13歳の頃の姿になっている。ラー一族からは、かつて一族が滅ぼした古き神々の三人の長の一人「太陽の神」の生まれ変わりと信じ込まれ、ルウほどではないがそれなりに恐れられている。前作同様、さまざまな名前で呼ばれている。
シェラ・ファロット
声 - 小林ゆう
リィが別の世界から連れてきたリィの従者。暗殺者集団「ファロット一族」の一人にして最後の長。リィ同様、ルウの力で13歳の頃の姿になっている。かつてラー一族が滅ぼした古き神々の三人の長の一人「月の神」の生まれ変わりと信じ込まれているが、通常は異能の力を使えないため、ルウやリィほど恐れられていない。
レティシア・ファロット
リィが超常能力で死体ごと自分に取り込んで別の世界から連れてきた上、ルウが生き返らせたファロット一族の一人。元の世界での出来事からシェラには嫌われている。ルウの力で実年齢より若返っている。現在医学部専攻の高校生として勉強中。
ヴァンツァー・ファロット
レティシアとは異なり、シェラが魂のみを取り込んで別の世界から連れてきた上、ルウが生き返らせたファロット一族の一人。やはりルウの力で実年齢より若返っている。生き返ってからは、知識を吸収することに貪欲になっており、高校生として勉学に勤しんでいる。
ルウ（ルーファス・ラヴィー）
声 - 立花慎之介
最年少のラー一族。ケリーを生き返らせ、ジャスミンの不治の病を治した張本人。リィの相棒。ラー一族からは古き神々の三人の長の一人「闇の神」の生まれ変わりと信じ込まれ、恐れられている。手札を使った占いを得意としており、表される内容は抽象的ながらよく当たる。また、歌声や料理の腕は本職も驚くほど。

## 登場人物
『スカーレット・ウィザード』と『暁の天使たち』、『クラッシュ・ブレイズ』からの登場人物で構成されている。

### スカーレット・ウィザードから登場する人物
アレクサンダー・ジェファーソン
クーア財閥の役員会の一員で、ジャスミンやケリーとは四十年来の友人。ジャスミンを特に慕っており、クーアに関する揉め事の際にはジャスミンを助けたりすることもある。
マヌエル・シルベスタン一世
共和宇宙連邦の元連邦主席で、現主席マヌエル・シルベスタン三世の祖父。101歳。惑星セントラルの小さな島で単身隠居の身。ジャスミンやケリーとは四十年来の知人で、ジャスミンのことは特に高く評価している。
時々、ジャスミンやケリーに表沙汰には出来ない事件の解決を依頼することがある。

### 暁の天使たちから登場する人物
マヌエル・シルベスタン三世
共和宇宙連邦の現連邦主席で、元主席マヌエル・シルベスタンI世の孫。ルウたちやケリーたちの事情を知っており、この時期に連邦主席になったことを不運だと思っている。
アダム・ヴェラーレン
連邦情報局の長官。前作『暁の天使たち』終盤で起こった事件の原因となった人物で、その事件で出会ったルウたちをひどく恐れている。
アーサー（アーサー・ウィルフレッド・ヴァレンタイン）
リィの血統上の父親。惑星ベルトランのコーデリア・プレイス州知事。相変わらずの子煩悩で、リィの無茶な願いごとを難なく引き受けては貢献するという、非常に優秀な一面を見せている。

### クラッシュ・ブレイズから登場する人物
グレッグ・ディオン
フリージャーナリストを名乗っているが、実は共和宇宙連邦情報局の情報部員。ルウたちと縁がある。
ベルンハイム
連邦情報局の国際情勢局長で、グレッグの上司。ルウたちのことを知っているようで、グレッグからルウの名を聞いた時には、平常時では見せないような表情を見せた。また、グレッグがもたらした、ルウの占いによる情報を信用して捜査の許可を出したことがある。

## 既刊一覧

### 小説
- 茅田砂胡（著）・鈴木理華（イラスト） 『クラッシュ・ブレイズ』 中央公論新社〈C★NOVELSファンタジア〉、全16巻
  1. 「嘆きのサイレン」2004年11月25日発売[2]、ISBN 4-12-500877-9
  2. 「スペシャリストの誇り」2005年3月25日発売[3]、ISBN 4-12-500890-6
  3. 「ヴェロニカの嵐」2005年7月25日発売[4]、ISBN 4-12-500908-2
  4. 「パンドラの檻」2005年11月25日発売[5]、ISBN 4-12-500922-8
  5. 「オンタロスの剣」2006年7月21日発売[6]、ISBN 4-12-500950-3
  6. 「ソフィアの正餐会」2006年11月24日発売[7]、ISBN 4-12-500962-7
  7. 「大峡谷のパピヨン」2006年3月23日発売[8]、ISBN 978-4-12-500978-0
  8. 「ミラージュの罠」2007年7月27日発売[9]、ISBN 978-4-12-500991-9
  9. 「夜の展覧会」2007年11月23日発売[10]、ISBN 978-4-12-501001-4
  10. 「サイモンの災難」2008年3月21日発売[11]、ISBN 978-4-12-501023-6
  11. 「マルグリートの輪舞曲」2008年7月25日発売[12]、ISBN 978-4-12-501039-7
  12. 「追憶のカレン」2008年11月25日発売[13]、ISBN 978-4-12-501056-4
  13. 「海賊とウェディング・ベル」2009年3月25日発売[14]、ISBN 978-4-12-501067-0
  14. 「逆転のクレヴァス」2009年7月25日発売[15]、ISBN 978-4-12-501080-9
  15. 「オディールの騎士」2009年11月25日発売[16]、ISBN 978-4-12-501093-9
  16. 「ファロットの休日」2010年7月25日発売[17]、ISBN 978-4-12-501116-5

### 漫画

#### 旧版
- 茅田砂胡（原作）・鈴木理華（作画） 『嘆きのサイレン クラッシュ・ブレイズコミック・バージョン』 中央公論新社〈CNC comics〉、全3巻
  1. 2005年7月25日初版発行、ISBN 4-12-003657-X
  2. 2006年5月発行、ISBN 4-12-003735-5
  3. 2007年3月発行、ISBN 978-4-12-003820-4

#### 新装版
- 茅田砂胡（原作）・鈴木理華（作画） 『嘆きのサイレン クラッシュ・ブレイズコミック・バージョン 新装版』 中央公論新社、全2巻
  1. 「上」2018年11月25日初版発行、ISBN 978-4-12-005145-6
  2. 「下」2018年11月25日初版発行、ISBN 978-4-12-005146-3